# Gerhard Lutz (Volkskundler)
Gerhard Lutz (* 9. Dezember 1927 in Hof; † 25. Februar 2020 in Hamburg) war ein deutscher Volkskundler.

## Leben
Nach der Promotion in Würzburg am 15. Dezember 1954 und Habilitation in Göttingen 1972 lehrte er von 1975 bis 1993 als Professor für Deutsche Altertums- und Volkskunde in Hamburg.

## Schriften (Auswahl)
- Sitte und Infamie. Untersuchungen zur rechtlichen Volkskunde am Phänomen des Verrufs. Würzburg 1954, OCLC 73941969.